# Arundanus proprius
Arundanus proprius är en insektsart som beskrevs av Delong 1918. Arundanus proprius ingår i släktet Arundanus och familjen dvärgstritar. Inga underarter finns listade i Catalogue of Life.